# Provincia di Manabí
Manabí è una provincia costiera dell'Ecuador, che ha come capoluogo la città di Portoviejo.
La provincia di Manabí confina a nord con quella di Esmeraldas, a est con le provincie di Guayas, Los Ríos e Santo Domingo de los Tsáchilas, a sud con quella di Santa Elena e a ovest si affaccia sull'Oceano Pacifico.
È nota per la produzione del cappello di Panama.

## Geografia fisica
I rilievi presenti sul territorio provinciale non superano i 500 m s.l.m. nelle propaggini della Cordillera Chongón-Colonche situata più a meridione, nella provincia di Guayas.

## Cantoni
La provincia è suddivisa in 22 cantoni:
| #  | Cantone              | Capoluogo         |
| -- | -------------------- | ----------------- |
| 1  | Bolívar              | Calceta           |
| 2  | Chone                | Chone             |
| 3  | El Carmen            | El Carmen         |
| 4  | Flavio Alfaro        | Flavio Alfaro     |
| 5  | Jama                 | Jama              |
| 6  | Jaramijó             | Jaramijó          |
| 7  | Jipijapa             | Jipijapa          |
| 8  | Junín                | Junín             |
| 9  | Manta                | Manta             |
| 10 | Montecristi          | Montecristi       |
| 11 | Olmedo               | Olmedo            |
| 12 | Paján                | Paján             |
| 13 | Pedernales           | Pedernales        |
| 14 | Pichincha            | Pichincha         |
| 15 | Portoviejo           | Portoviejo        |
| 16 | Puerto López         | Puerto López      |
| 17 | Rocafuerte           | Rocafuerte        |
| 18 | San Vicente          | San Vicente       |
| 19 | Santa Ana            | Santa Ana         |
| 20 | Sucre                | Bahía de Caráquez |
| 21 | Tosagua              | Tosagua           |
| 22 | Veinticuatro de Mayo | Sucre             |